# 山T老夫子
《山T老夫子》，是香港漫畫《老夫子》系列的動畫電影作品之一，於1983年8月4日首度上映，1991年11月10日及1992年7月26日於亞洲電視本港台兩度重播。其題材參考了1982年電影《ET外星人》的科幻元素（“山”字正是字母“E”逆时针旋转90度的样子）:189。

## 劇情
老夫子、秦先生及大番薯三人於老趙經營的遊戲機中心打工，老夫子在修理遊戲機期間被吸入，化身成遊戲主角，期間被遊戲中的鬼圍毆，秦先生及大番薯兩人擊毀遊戲機把老夫子救出，事後三人皆被老趙開除。他們先後到「東家」餐廳及「西家」理髮店應徵，雖然面試表現出人意表，但他們在得悉其經理皆為老趙後均拒絕接受工作。
其後他們到一大型遊樂場應徵，他們又發現其經理人也是老趙，且薪酬微薄，但老夫子為了夢寐以求的陳小姐，惟有硬著頭皮接受。與此同時，一位名為「地皮王」的地產商覬覦遊樂場的土地，以各種下流手段威迫老趙低價出售土地，包括在深夜潛入遊樂場在飲用水落瀉藥，及在某處放置強力炸彈。
某夜天空出現異象，老夫子被一道強光弄醒，便前往「魔鬼洞」看個究竟，在洞內遇到來自遠方銀河系的微型外星人「山T」，山T願意與老夫子結緣，並以其強大力量幫助他。一天地皮王聯同兩名手下前往遊樂場搗亂，老夫子在山T幫助下，擊倒地皮王身型魁梧的手下「阿奀」，但地皮王並未屈服，隨即向老趙威脅已放置炸彈，又給他們三天時間準備賣地。
老夫子等提出在這三天內尋找炸彈，但最後未能找到。三天過後，地皮王等來到遊樂場，稱要把炸彈引爆，在危急關頭之際，老夫子等從地皮王手中搶奪炸彈遙控器，雙方隨即爆發追逐戰。地皮王眼見搶不了遙控器，便指使阿奀挾持陳小姐作人質，並將她綁在過山車路軌上。老夫子和山T展開拯救，突破「阿奀」的阻撓，把陳小姐平安救出，同時也在一火箭內找到地皮王等放置的炸彈。地皮王與其部下連同炸彈被困火箭內，老夫子等也把火箭開動，地皮王等人被射到月球上。
電影以山T乘坐太空船，與老夫子離別作結尾。

## 構思與製作

### 背景
《老夫子》動畫電影系列由胡樹儒的香港電影公司出品，與臺灣遠東卡通公司的蔡志忠、謝金塗等人合作製作。但推出第一作《七彩卡通老夫子》後，蔡志忠與謝金塗產生分歧，蔡志忠另組龍卡通有限公司。本作為系列的第三作，亦是最後一作，胡樹儒改與龍卡通有限公司合作製作，並請來日本原畫師本多敏行參與執導。本作的配角人物設計上具有日本特色，尤具當時正受歡迎的動漫《IQ博士》的影子。

### 創作
其中一段馬戲團情節出現說潮州話的角色，最初構思是請麥嘉以四邑話配音，但因當時岑建勳在電影圈的「潮州怒漢」形象亦深入民心，而潮州話比四邑話更威武、更適合該角色，故改用潮州話。

### 幕後人員表

#### 片頭工作人員表
- 出品：香港電影公司
- 製作：龍卡通有限公司
- 監製：胡樹儒
- 原著：王澤
- 導演：本多敏行（日籍）/蔡明欽
- 攝影顧問：陶白金（英籍）
- 特技攝影師：蘭尼（美籍）/黃貽靑
- 作曲及作詞：黃霑
- 音樂：顧嘉煇
- 編劇：王澤、馮元熾
- 美術指導：劉志華
- 製片：陳劍康
- 製作總監：蔡志忠、胡樹儒

#### 片尾工作人員表
- 原畫監督：蔡志忠
- 原畫：吳爲章、林傳良、林順發、李淑華、蔣傑、敖幼祥
- 助理原畫：胡正宗、林傳文、王建興、黃吉慶、梁崇佑、宇有福、楊忠財
- 動畫監督：黃華裕
- 動畫：吳鴻寶、皮雲聚、陸偉忠、陸偉平、陳聰賢、蔡琨華、方明華、張吉辰、葉芳、郭浚明、林進忠、佘之眉、彭坤興、洪堯軍、劉世輝、王麗瓊、呂永銘、陳良誠、王義能、簡登富、陳調霖、李純雅
- 描線監督：魏麗湘
- 描線：李碧芬、田露霖、李美朱、傅湘芬、翁淑娟
- 著色：賴琤瑜、阮宗蘭、郭秋萍、吳凱莉、簡美淑、楊麗華、吳秀珠、魏鳳月、楊鳳貴、王碧蓮、孫雪芳、曾春菊、陳安妮、林美菁、黃子玹
- 美術監督：劉志華
- 背景：高文裕
- 特技效果：蔡志忠
- 攝影監督：黃貽靑
- 攝影：ＲＡＮＤＹ、洪漢榮、葛文祥、李鳳瑩、陳秀華
- 效果：連炳釗
- 剪接：趙雄成、林文彬
- 配樂：鄧兆霖
- 對白：丁羽（港）、吳莉（台）
- 沖印：東方彩色沖印有限公司
- 錄音：三芳錄音室、光藝錄音室、光明錄音室

## 影響
電影上映兩星期後，亞洲電視中文台（即後來本港台）播放日本動畫的粵語配音版，譯名為，為受本片片名影響。:189

## 外部連結
- 香港影庫上《山T老夫子》的資料（繁體中文）
- 时光网上《山T老夫子》的資料（简体中文）
- 豆瓣电影上《山T老夫子》的資料 （简体中文）